# Hengrave
Hengrave är en by och en civil parish i distriktet West Suffolk i Suffolk i England. Orten har 145 invånare (2001).